# LG X 파워
LG X 파워(LG X Power)는 LG전자가 2016년 7월 8일 출시한 보급형 스마트폰이다. X 스킨, X 맥스, X 마하와 함께 최초공개되었으며, 한국에는 KT 전용으로 출시되었다. 배터리 용량이 4,100mAh로 큰 것이 특징이며, 배터리 사용 시간이 오래가서 호평을 받았다.

## 운영 체제
안드로이드 6.0.1 마시멜로를 탑재하여 출시되었다.

## 특수 기능

### 고속 충전
퀵차지 2.0이 적용되어 기존 충전기보다 2배가량 빨리 충전이 되는 기능이다. X 파워의 배터리 용량이 크기 때문에 2배라고 해도 일반 스마트폰의 충전 속도와 비슷하다.

### 오토 셀피
자동으로 얼굴을 인식하여 셀카를 촬영하는 기능이다. 기존 LG전자 스마트폰에 탑재되었던 제스쳐 샷에서 발전된 기능이다.

### 뷰티 샷
셀카를 찍으면 자동으로 보정이 되는 기능이다.

### 리더 모드
낮음, 보통, 높음, 흑백 네 가지 모드 옵션으로 화면의 블루라이트를 감소시키는 기능이다.

## 색상
- 인디고 블랙
- 화이트
- 블루
- 골드 (대한민국 미출시)

## 같이 보기
- LG X
- LG X 스크린
- LG X 캠
- LG X 마하
- LG X5 (X 맥스)